# Independent Television News
ITN (Independent Television News) es una empresa británica dedicada a la producción y distribución de contenidos informativos a cadenas de televisión privadas del Reino Unido. Cuenta con cinco ramas comerciales: ITN News, ITN Source, ITN On, ITN Factual y ITN Consulting. Su sede central se encuentra en Londres, y cuenta con oficinas en los cinco continentes.
En la actualidad ITN suministra contenidos informativos a ITV, Channel 4, Channel 5 y 250 emisoras de radio del Reino Unido e Irlanda a través de Independent Radio News. También cuenta con presencia en Internet, el portal de videos YouTube y varios operadores de telefonía móvil.

## Historia
ITN fue fundada en 1955 como parte de la nueva red de televisión comercial en el Reino Unido, Independent Television, por parte de la Independent Television Authority. Comenzó como un consorcio de las emisoras iniciales, con Aidan Crawley como redactor jefe. La compañía Associated-Rediffusion ofreció a ITN uno de sus estudios, situado en Aldwych, para poder comenzar a trabajar. El primer informativo se realizó el día de la inauguración de ITV, presentado por el atleta Christopher Chataway. Un año después Geoffrey Cox sustituyó a Crawley como director de la red. Cada compañía de ITV adquiría una participación para financiar la empresa.
ITN ha sido el informativo de ITV desde sus inicios de forma ininterrumpida, y sus noticias siempre se han llamado así hasta el año 1999, cuando las máximas accionistas de ITV (Carlton y Granada) decidieron renombrarlo como ITV News, por lo que el nombre de la compañía informativa solo aparece al final de cada programa. Los principales boletines de ITV son a las 5:30, 13:30, 18:30 y las 22:00 además de varios sumarios que se realizan a lo largo del día. En el aspecto informativo regional, ITN no realiza ningún informativo salvo los locales de Londres, cuando adquirió la compañía London News Network en 2004.
En 1982 nace Channel 4, e ITN fue la empresa encargada de la realización de sus informativos, conocidos como Channel 4 News. La relación con ellos se ha mantenido hasta la actualidad, llegando a suministrar también los noticieros de la cadena hermana More4. En 1997 también comenzó a suministrar a Five, aunque dicha relación se rompió en el año 2005.
Hasta los años 1990 ITN estaba obligada a suministrar noticias a ITV y Channel 4. Pero los cambios de la nueva Ley Audiovisual de 1990 provocaron que ITN tuviera que pujar en subasta para poder seguir dando servicio a esas cadenas, luchando en competencia con otras empresas. Su hegemonía informativa se ha visto amenazada en ocasiones por varias compañías como BskyB, que falló en su intento de suministrar de informativos a ITV en 2001 pero que consiguió realizar, desde 2005, los informativos de Five. Hasta esa fecha ITN era la encargada de hacerlos.
En agosto de 2000 lanzó, junto con la empresa NTL, su propio canal de noticias llamado ITV News Channel. Sin embargo, las bajas audiencias del mismo en comparación con BBC News y Sky News le obligaron a cerrarlo en diciembre de 2005. En 2006 se cambió la estructura interna de la empresa en cinco divisiones y su productora.

## Empresa
La compañía se subdivide en cinco ramas:
- ITN News: Encargada de la producción de los servicios informativos.
- ITN Source: Encargada de la documentación de ITN.
- ITN On: Encargada de la rama multimedia y nuevas aplicaciones informativas.
- ITN Factual: Productora de programas documentales.
- ITN Consulting

## Propietarios
En su nacimiento en 1955 ITN pertenecía originalmente a todas las franquicias de ITV, que se repartían las acciones sobre la base de los ingresos publicitarios de cada una. Sin embargo, la Ley Audiovisual de 1990 limitó a las compañías de ITV a un máximo accionariado del 49%, e impedía que una sola empresa tuviese más del 20% de ITB. Estas restricciones fueron abolidas por la Ley de Comunicaciones de 2003.
El accionariado actual de ITN se reparte de la siguiente manera: ITV plc (40%), Daily Mail and General Trust (20%), Thomson Reuters (20%) y United Business Media (20%). Las acciones de ITV plc forman parte de ITV News Group, que incorpora los servicios regionales en Inglaterra y Gales, junto a ITV Sport. La presencia de ITV impidió que Sky pudiera ganar la franquicia para dirigir los informativos del canal privado en el año 2001.